# Sitting on Top of the World
Sitting on Top of the World (ou Sittin' on Top of the World) est une chanson de country blues écrite par Walter Vinson (en) (également connu sous le nom de Walter Jacobs) et Lonnie Chatmon, membres de Mississippi Sheiks, un groupe populaire de blues des années 1930. 
Devenue un standard du blues, la chanson reçoit un Grammy Hall of Fame Award en 2008. En 2018, elle est sélectionnée par la Bibliothèque du Congrès pour être conservée dans le Registre national des enregistrements en tant qu'enregistrement « important sur le plan culturel, historique ou artistique ».

## Histoire
Walter Vinson a prétendu avoir composé Sitting on Top of the World un matin après avoir joué à Greenwood (Mississippi). La chanson, enregistrée la première fois par Mississippi Sheiks le 17 février 1930, lors de leur première session d'enregistrement à Shreveport, en Louisiane, et sort sur Okeh Records (no 8784).
En mai 1930, Charlie Patton enregistre une version de la chanson (avec un changement de paroles) appelé Some Summer Day. Pendant les années qui ont suivi il y a eu de nombreuses versions de Sitting on Top of the World enregistrées par de nombreux artistes : The Two Poor Boys, The Famous Hokum Boys, Big Bill Broonzy, Sam Collins, Milton Brown et Bob Wills & His Texas Playboys. Après que Milton Brown l'a enregistrée pour Bluebird Records, la chanson est devenue un standard des groupes de western swing.
La chanson a été largement enregistrée dans une variété de différents genres : folk, blues, country, bluegrass, rock – souvent avec des variations et/ou des additions considérables aux paroles originales. 
Cette chanson et ses variations relatives ne doivent pas être confondues avec des chansons du même nom des Pogues (1993) et de Amanda Marshall  (1996).

## Les paroles
Mississippi River so big and wide, blond haired woman on the other side.

Now she's gone, gone, gone and I don't worry 'cause I'm sitting on top of the world.

I worked all summer, spring and fall, blond haired woman the cause of it all.

Now she's gone, gone, gone and I don't worry 'cause I'm sitting on top of the world.

I saw her in Dallas and El Paso. Said come back baby, I need you so.

Now she's gone, gone, gone and I don't worry 'cause I'm sitting on top of the world.

Mississippi River so big and wide, blond haired woman on the other side.

Now she's gone, gone, gone and I don't worry 'cause I'm sitting on top of the world.

## Reprises
- Ray Charles (1949)
- Sonny Terry et Brownie McGhee (1955)
- Howlin' Wolf (1957)
- Bill Monroe (1957)
- Carl Perkins (1958)
- Memphis Slim (1961)
- Big Joe Williams et Victoria Spivey  (1962), avec Bob Dylan à l'harmonica
- Doc. Watson (1962)
- The Grateful Dead (1967 en studio, puis sur scène à partir de 1970)
- Cream sur l'album Wheels of Fire (1968) et dans une version live sur l'album Goodbye (1969)
- Chet Atkins (1968)
- Jerry Reed sur l'album Off Yonder Wall (1971)
- Sam Chatmon (1974)
- John Lee Hooker (1974)
- Chris Smither (1984)
- The Seldom Scene (1986)
- Nitty Gritty Dirt Band (1989)
- Ronnie Earl (1990)
- Lonesome River Band (1991)
- Bob Dylan sur l'album Good as I Been to You (1992)
- Pat Travers (11 avril 1992)
- Jack Bruce (1993)
- Taj Mahal (1993)
- Greg Kihn (1994)
- Hans Theessink sur l'album Hard Road Blues (Blue Groove BG-6020)[Quoi ?] (1994)
- Willie Nelson (2000)
- Van Morrison et Carl Perkins sur l'album The Healing Game (1997) et sur l'album Good Rockin' Tonight The Legacy of Sun Records (2001)
- Bill Frisell (2002)
- Ellen McIlwaine (2002)
- Jack White  sur la bande originale du film Cold Mountain (2003)
- The Radiators le 8 juin 2004
- Bonny B. le 7 janvier 2021